# Wilde Schafsjagd
Wilde Schafsjagd (japanisch 羊をめぐる冒険 Hitsuji o Meguru Bōken) ist ein Roman von Haruki Murakami. Er erschien erstmals 1982 auf Japanisch, die deutsche Übersetzung erschien erstmals 1991 im Insel-Verlag.

## Inhalt
Der Roman beginnt mit einer Vorgeschichte im Jahr 1970 in Tokio. Der namenlose Ich-Erzähler führt eine erotische Beziehung mit einer studentischen Freundin. Als sie ihn fragt, ob er schon einmal daran gedacht hätte, sie umzubringen, verneint er. Sie erzählt, dass sie mit 25 Jahren sterben werde. Sie stirbt dann tatsächlich 1978 im Alter von 26 Jahren.
Die restliche Geschichte spielt im Jahre 1978. Der Erzähler kommt von der Beerdigung dieser Frau zurück. Er hat mit seinem Freund eine kleine Werbeagentur und veröffentlicht auf den Wunsch seines Schulfreunds „Ratte“ in einem PR-Magazin ein Foto, welches eine Schafweide auf Hokkaido zeigt. In der Folge wird er vom merkwürdigen Mann besucht, der für eine Organisation der extremen Rechten in Japan arbeitet, und deren „Chef“ mit einem Gehirntumor im Sterben liegt. Dieser sei in den 1930er Jahren während seiner Militärzeit in der Mandschurei von einem Schaf „besessen worden“, was ihn dazu befähigt habe, die Organisation aufzubauen und seinen Tod durch den damals schon lebensbedrohlichen Tumor seitdem verhindert habe. Der Erzähler wird gezwungen, das Schaf auf der Fotografie aufzuspüren, andernfalls werde seine Firma von der Organisation in den Ruin getrieben.
Zusammen mit seiner Freundin, die über übernatürlich schöne Ohren verfügt, reist der Erzähler nach Hokkaido. In Sapporo übernachtet das Paar im Hotel Delfin, wo sie den Schafsprofessor treffen, der ebenfalls vom Schaf besessen und dann wieder verlassen wurde. Der Erzähler forscht nach seinem Schulfreund Ratte und erfährt vom Schafprofessor, dass das Schaf einen für Menschen nicht begreiflichen, aber umfassenden Plan, die „Schafidee“ verfolgt. Nachdem sie den letzten Aufenthaltsort Rattes herausfinden konnten, fährt das Paar auf ein entlegenes Anwesen, in dem sie auf den „Schafmann“ stoßen, einen Mann im Schafskostüm. Dieser vertreibt die Freundin und deutet an, von Ratte zu wissen.
Nach einigen weiteren Tagen kommt es zur Begegnung mit Ratte, bei der dieser jedoch mitteilt, bereits seit einer Woche tot zu sein. Ratte hat sich erhängt, als letzten Ausweg, um das in ihm vorhandene Schaf zu töten. Durch einen weiteren Plan tötet Ratte den merkwürdigen Mann, so dass die Organisation zerfallen wird.

## Kritik
„Dies ist, wie gesagt, ein Buch aus den kritischen Jahrzehnten vor der Jahrtausendwende, aber eben kein gesellschaftskritischer ökologiebewusster oder gar politikkritischer Roman. Der Held strampelt am Gängelband übermächtiger Kräfte, wie in anderen Romanen von Murakami gibt es eine zynische Turmgesellschaft, deren Verwicklungen in mafiöse Wirtschafts- und Politikhändel ohne tieferes Interesse gestreift werden, was nur ein Zeichen dafür ist, dass keinerlei Aussicht besteht, die Verhältnisse aufzuklären oder gar zu wenden. […] Nun, es ist so: Murakami zu lesen wirkt selbst tröstlich auf Leute, die noch gar nicht traurig sind, vielleicht ist das Murakamis Geheimnis.“

## Vorgeschichten und Fortsetzung
Wilde Schafsjagd ist der dritte Roman der Trilogie der Ratte, deren ersten beiden Teile von Murakamis Debütroman Wenn der Wind singt und dem Folgeroman Pinball 1973 gebildet werden. Die drei Romane teilen sich neben "Ratte" als Freund des Erzählers auch weitere Protagonisten und Schauplätze. Der Roman Tanz mit dem Schafsmann setzt die Handlung von Wilde Schafsjagd fort und beginnt vier Jahre nach dem Ende von Wilde Schafsjagd. Elemente der Phantastik, wie sie in Wilde Schafsjagd und Tanz mit dem Schafsmann auftauchen, kommen in den ersten beiden Romanen nicht vor.